# Ulisses e as Sirenas (pintura de 1891)
Ulisses e as Sirenas (em inglês:  Ulysses and the Sirens) é uma pintura do pintor John William Waterhouse, concluida em 1891, localizada, atualmente, na Galeria Nacional de Victoria, em Melbourne, na Austrália.

## Historia
Foi comprada por Sir Hubert von Herkomer para a Galeria Nacional de Victoria, em junho de 1891, a exibição da pintura foi elogiada pela maioria dos críticos de arte da época. M. Spielmann, escrevendo para a Revista de Arte, declarou: 
Um triunfo muito surpreendente ... um carnaval de cores, mosaico e equilibrado com uma habilidade mais consumada do que até o talentoso artista recebeu ... A qualidade da pintura é ... um avanço considerável em todo o seu trabalho anterior.
Era somente a segunda pintura comprada e exposta de John William Waterhouse, artista o qual foi conhecido, em vida, por sua preferência por temas gregos e romanos e poesia épica.

## Tema
O episódio de Ulisses e as sirenas está bem representado na arte desde os tempos antigos, com exemplos como a pintura de William Etty de 1837, a de Herbert James Draper de 1909, a de Adolf Hirémy-Hirschl de 1933 e o de Victor Mottez.

### Descrição e Contexto da Pintura
O autor pinta as sirenas, também conhecidas como sereias, em sua forma original, como seres híbridos de mulheres e pássaros, que moram no mar, embora a representação mais comum os descreva como mulheres bonitas com rabos de peixe em vez de pernas.
Como Homero descreve em sua canção/parte XII da Odisseia, Ulisses , aconselhado pela Bruxa/Feiticeira Circe, ordena a seus homens cubram seus ouvidos com cera, enquanto ele fica amarrado ao mastro de seu navio, com o qual ele pode ouvir a música das sirenas sem cair em seu feitiço. Derrotadas, as sirenas/sereias se tornam pedras ou são jogadas no mar.

### Sirenas

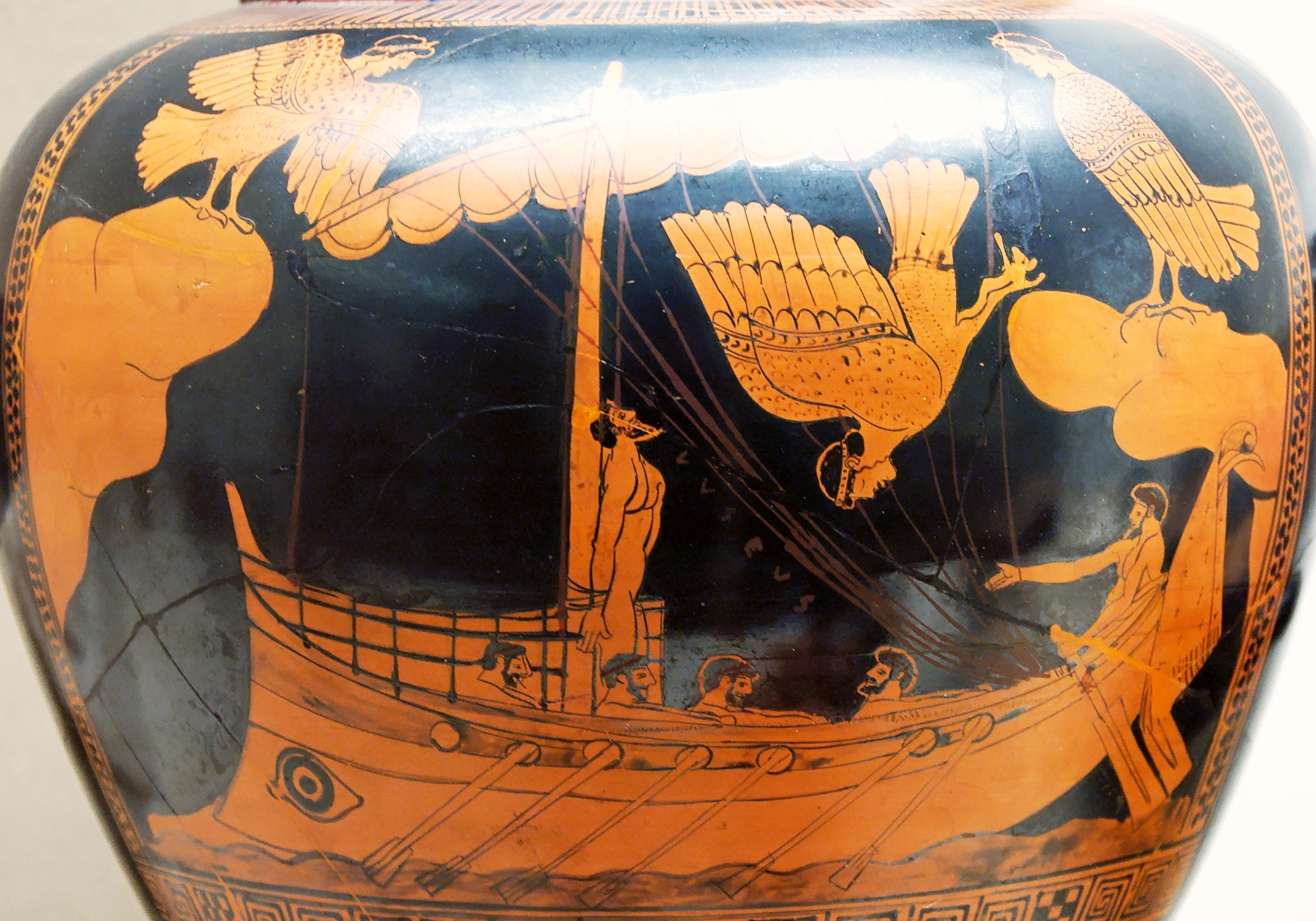
Ulisses e as sereias : peça de Cerâmica da Grécia Antiga; 480-470 a.C. Museu Britânico.
Cerâmica que ajudou a referenciar as imagens das Sirenas

Infelizmente, na sua obra épica, a Odisseia, Homero não fornece uma descrição física da aparência das sirenes. Para obter autenticidade e fidelidade em sua representação, Waterhouse se voltou para uma representação pintada da história homérica em um vaso grego antigo no Museu Britânico em Londres. O vaso mostrava as sirenes como pássaros alados e arranhados com rostos humanos, um conceito adotado por Waterhouse e que surpreendeu o público vitoriano, que estava mais acostumado a ver essas criaturas míticas retratadas como ninfas graciosas semelhantes a sereias.